# RWD-14 Czapla
RWD-14 Czapla (LWS Czapla) là một loại máy bay hiệp đồng tác chiến với lục quân của Ba Lan (nó làm nhiệm vụ thám sát, trinh sát tầm gần và liên lạc), được đội RWD thiết kế vào giữa thập niên 1930, sản xuất bởi hãng LWS từ năm 1938.

## Quốc gia sử dụng
Ba Lan
- Không quân Ba Lan

 Romania
- Không quân Hoàng gia Romania

## Tính năng kỹ chiến thuật
Dữ liệu lấy từ Glass, A. (1977), p.320
Đặc điểm tổng quát
- Kíp lái: 2
- Chiều dài: 9,00 m (29 ft 6 in)
- Sải cánh: 11,90 m (39 ft 0 in)
- Chiều cao: 3,00 m (9 ft 10 in)
- Diện tích cánh: 22,00 m² (237 ft²)
- Trọng lượng rỗng: 1.225 kg (2.701 lb)
- Trọng lượng có tải: 1.700 kg (3.748 lb)
- Trọng tải có ích: 475 kg (1.045 lb)
- Động cơ: 1 × PZL G-1620B Mors-II, 350 kW (470 hp)

 Hiệu suất bay 
- Vận tốc cực đại: 247 km/h (133 knots, 153 mph)
- Vận tốc hành trình: 232 km/h (126 knot, 145 mph)
- Vận tốc tắt ngưỡng: <80 km/h (43 knot, 50 mph)
- Tầm bay: 675 km (364 nm, 421 dặm)
- Trần bay: 5.100 m (16.728 ft)
- Vận tốc lên cao: 6,1 m/s (366 m/phút) (1.200 ft/phút)
- Tải trên cánh: 77 kg/m² (16 lb/ft²)

Trang bị vũ khí

- 1 × súng máy wz.33 7,92 mm
- 1 × súng máy Vickers K 7,7 mm